# TVI (televisió portuguesa)
TVI (Televisão Independente, en català televisió independent) és el segon canal de televisió portuguès obert d'àmbit privat. Es va estrenar el 20 de febrer del 1993 en tant que quart canal generalista, aleshores anomenat simplement «4». Les emissions regulars van obrir-se al mes d'octubre del mateix any i un any després ja arribava a tot el territori, incloses les illes de Madeira i els Açores. El canal va ser fundat per entitats lligades a l'Església Catòlica com ara Rádio Renascença o la mateixa Universitat Catòlica de Portugal. L'any 2005 per primer cop el canal va aconseguir ser líder d'audiències i actualment ha estat comprat pel grup espanyol Prisa TV. El president n'és Miguel Pais de Amaral i el canal ja posseeix 4 canals derivats que només es poden veure per cable.

## Canals
- TVI

- TVI24
- TVI Internacional
- TVI Ficção
- +TVI, «mais TVI» canal efímer (gener 2013 - desembre 2015), dedicat a xous d'impacte i tertúlies.[1]